# Вольфганг Брезінка
Вольфганг Брезінка (нім. Wolfgang Brezinka, нар. 9 червня 1928, Берлін, Німеччина — 3 січня 2020, Тельфес-ім-Штубай, Тіроль, Австрія) — німецько — австрійський педагог.

## Життєпис
Народився 9 червня 1928 року в Берліні-Ланквіці  та отримав ім'я при народженні Вольфганг Йозеф Ганс Бжезінка. Через тиждень після народження, Вольфганга охрестив католицький студентський пастор  Др. Карл Зонненштайн, який на той час  був відомим місіонером .
Польське прізвище Вольфганга означає «маленька берізка». В 1930 році його було змінено на Brezinka для легшого сприйняття німецькою мовою. Батьки Брезінки походили з Верхньої Сілезії, а познайомилися в Берліні.
Родина його батька проживала в районі Кройцбург поблизу польського кордону. Дід Йозеф Бжезінка (1864–1930) був шостою дитиною у родині фермера та приїхав до Магдебурга, щоб стати машиністом. Бабуся Вольфганга Марія Луїза Аврора Бенда (1870–1947) народилася в Катовицях. Обидві родини мале німецьке коріння .
Вольфганг був найстаршим із трьох дітей. У нього також була молодша сестра Кріста-Марія та брат Райнер. З дитинства Вольфганга вважали серйозною, сумлінною та побожною дитиною, яка в ранньому віці стала незалежною завдяки відповідальності за своїх братів і сестер.
Брезінка здобув в 1954 році ступінь доктора наук у Інсбрукському університеті. Він викладав у Школі освіти Вюрцбурзького університету (1958—1959), а також в Інсбрукському (1960—1967) і Констанцькому (1967—1996) університетах .
У віці 30 років Вольфгангу також довелося взяти на себе керівництво Вюрцбурзьким університетом, обійнявши посаду наймолодшого ректора в Німеччині     .
Він активно займався дослідницькою діяльністю і став науковим співробітником із соціально-психологічних та соціологічних досліджень у Колумбійському (1957—1958) та Гарвардському університетах.
У 33-річному віці засновники та редактори «Журналу для педагогіки» Фріц Блеттнер, Отто Фрідріх Болльнов, Йозеф Дольх, Вільгельм Флітнер та Еріх Венігер призначили Вольфганга Брезінку співредактором цього журналу.
Цю посаду він обіймав майже 20 років.
В 1983 та 1990 роках його запросили викладачем до Філософсько-теологічного університету Бріксену, Італія.
Вольфганг працював за запрошенням професором у Фрібурзькому університеті Швейцарії в 1984 році, а в 1985 році його також запросили на роботу до Університету Південної Африки в Преторії.
Після виходу на пенсію почесним професором, Вольфганг провів широке дослідження за підтримки Австрійської академії наук з історії педагогічної дисципліни в Австрії, яке він опублікував у багатотомній праці «Pädagogik in Österreich. Die Geschichte des Faches an den Universitäten vom 18. bis zum 21. Jahrhundert» (укр. Педагогіка в Австрії. Історія предмету в університетах з 18 по 21 століття).
Брезінка перебував у шлюбі з Ерікою Брезінкою (до шлюбу Шляйфер, 28 травня 1927 - 2 січня 2022). У шлюбі народилося троє дітей: Крістоф, Вероніка та Томас.
Після виходу на пенсію Вольфганг жив у Тельфес-ім-Штубай, де помер у січні 2020 року у 91-річному віці.

## Наукова діяльність
Брезінка був прихильником емпірико-аналітичної та наукової педагогіки. Він виділяв три класи освітніх теорій: педагогічну науку, філософію освіти та практичну педагогіку.
- Педагогічна наука — це наукова дисципліна, що покликана здійснювати: 1) опис освітніх явищ і освітньо-значущих фактів, які можна визначити в реальності, доступній через досвід; 2) пошук причинно-наслідкових зв'язків між обставинами реальності; 3) передбачення, при якому настання майбутніх обставин (наслідків) робиться за наявності певних умов на основі уже встановлених причинно-наслідкових зв'язків; 4) розробку технології у якій на основі встановлених причинно-наслідкових зв'язків уточнюються засоби  для створення бажаних, але ще не існуючих фактів [6].

Педагогічна наука містить лише інформацію про факти та зв'язки між ними, але не містить суджень.
- Філософія освіти — це філософська дисципліна, яка розглядає питання оцінювання та вирішує його безпосередні проблеми. Це не суто наукова дисципліна: теорії там, як і всюди у філософії, сформульовані відповідно до наукових принципів і з використанням наукових методів. Вони також містять ненаукові оціночні судження, оскільки такі судження важливі для певних рішень (наприклад, щодо цілей освіти). Ціннісні судження не просто висловлюються, а грунтуються на розумових аспектах та враховують контрпропозиції.
- Практична педагогіка — це  теорії освіти, зорієнтовані на дію. Хоча вони враховують освітні і філософські знання, вони вже ж таки написані з конкретної релігійної, ідеологічної чи морально-філософської точки зору. Християнська практична педагогіка, наприклад, інформує (християнських) практиків про те, які варіанти дій вони мають під час навчання в тій чи іншій історичній, культурній ситуації та до чого вони повинні прагнути або утримуватися)[7].

Науковий доробок Брезінки був перекладений багатьма мовами (китайською, англійською, італійською, японською, корейською, норвезькою, перською, польською, російською, іспанською, чеською). Тому його можна вважати одним із найвідоміших освітніх мислителів у німецькомовному середовищі на сьогоднішній день.
Йому належить новаторське визначення поняття освіти: «Освіта - це  дії, за допомогою яких люди намагаються постійно покращити структуру психологічних нахилів інших людей у певному відношенні: або зберегти її компоненти, які вважаються цінними, або ж запобігти розвитку нахилів, які вважаються поганими».
Після виходу на пенсію він працював над історією освіти в Австрії за підтримки Австрійської академії наук.
20 червня 2018 року Австрійська академія наук вшанувала його з нагоди його 90-річчя церемонією з лекціями Брігітте Мазол і Карла Ахама. Перший том своїх спогадів («Від освіти до критики педагогіки: досвід Німеччини та Австрії») він видав самостійно, роботу над другим томом завершив у 2019 році, але не дожив до його публікації .

## Основні праці
- Pädagogik als umkämpftes Fach. Lebenserinnerungen 1967—2020. Mit einer Dokumentation zur frühen Geschichte der Universität Konstanz. Böhlau, Wien 2020

(укр. Педагогіка у формі дискусії. Спогади 1967 – 2020. З документацією про ранню історію Констанцького університету, Böhlau, Відень 2020)
- Vom Erziehen zur Kritik der Pädagogik: Erfahrungen aus Deutschland und Österreich. Böhlau Verlag, Wien 2019

(укр. Від освіти до критики педагогіки: досвід Німеччини та Австрії. Böhlau Verlag, Відень 2019)
- Pädagogik in Österreich. Die Geschichte des Faches an den Universitäten vom 18. bis zum 21. Jahrhundert. Band 4: Pädagogik an der Wirtschaftsuniversität Wien und der Universität Klagenfurt. Abschließender Überblick und Bilanz. Verlag der Österreichischen Akademie der Wissenschaften, Wien 2014

(укр. Педагогіка в Австрії. Історія предмету в університетах з 18 по 21 століття. Том 4: Педагогіка у Віденському університеті економіки та бізнесу та Клагенфуртському університеті. Остаточний огляд і баланс. Видавництво Австрійської академії наук, Відень 2014)
- Pädagogik in Österreich: Die Geschichte des Faches an den Universitäten vom 18. bis zum 21. Jahrhundert. Band 3: Pädagogik an den Universitäten Czernowitz, Salzburg und Linz. Verlag der österreichischen Akademie der Wissenschaften, Wien 2008

(укр. Педагогіка в Австрії: історія предмету в університетах з 18 до 21 століття. Том 3: Педагогіка в університетах Чернівців, Зальцбурга та Лінца. Видавництво Австрійської академії наук, Відень 2008).
- Pädagogik in Österreich. Die Geschichte des Faches an den Universitäten vom 18. bis zum Ende des 20. Jahrhunderts. Band 2: Prag, Graz, Innsbruck. Verlag der Österreichischen Akademie der Wissenschaften, Wien 2003

(укр. Педагогіка в Австрії. Історія предмету в університетах з 18 до кінця 20 століття. Том 2: Прага, Грац, Інсбрук. Видавництво Австрійської академії наук, Відень 2003).
- Pädagogik in Österreich. Die Geschichte des Faches an den Universitäten vom 18. bis zum 21. Jahrhundert. Band 1: Wien. Verlag der Österreichischen Akademie der Wissenschaften, Wien 2000

(укр. Педагогіка в Австрії. Історія предмету в університетах з 18 по 21 століття. Том 1: Відень. Видавництво Австрійської академії наук, Відень 2000).
- Gesammelte Werke. 10 Bände auf CD-ROM. Ernst Reinhardt Verlag, München 2007

(укр. Збірка праць. 10 томів на CD-ROM. Ernst Reinhardt Verlag, Мюнхен 2007).
- Erziehung und Pädagogik im Kulturwandel. Ernst Reinhardt Verlag, München 2003

Освіта і педагогіка в культурних змінах. Ernst Reinhardt Verlag, Мюнхен 2003
(укр. Освіта і педагогіка в культурних змінах. Ernst Reinhardt Verlag, Мюнхен 2003)
- Erziehung als Lebenshilfe — Eine Einführung in die pädagogische Situation. Ernst Klett Verlag, Stuttgart 1957 (8. Auflage 1971)

(укр. Виховання як дороговказ у житті - вступ до педагогіки. Ernst Klett Verlag, Штутгарт 1957 (8-е видання 1971)
- Von der Pädagogik zur Erziehungswissenschaft. Beltz, Weinheim 1971 (3. Auflage 1975)

(укр. Від педагогіки до педагогічної науки. Beltz, Weinheim 1971 (3-є видання 1975))
- Die Pädagogik der Neuen Linken. Ernst Reinhardt Verlag, München, 1972 (6. Auflage 1981).

(укр. Педагогіка нових лівих. Ernst Reinhardt Verlag, Мюнхен, 1972 (6-е видання 1981)
- Grundbegriffe der Erziehungswissenschaft. UTB für Wissenschaft, Stuttgart 1974 (5. Auflage 1990)

(укр. Основні поняття педагогічної науки. UTB для науки, Штутгарт 1974 (5-е видання 1990))
- Metatheorie der Erziehung. Ernst Reinhardt, München 1978

(укр. Метатеорія виховання. Ернст Рейнхардт, Мюнхен 1978)
- Erziehung in einer wertunsicheren Gesellschaft. Рейнхардт Ферлаг, München 1986 (3. Auflage 1993)

(укр. Освіта в суспільстві з невизначеними цінностями. Рейнхардт Ферлаг, Мюнхен 1986 (3-є видання 1993))
- Erziehungsziele, Erziehungsmittel, Erziehungserfolg. Ernst Reinhardt Verlag, München 1976 (3. Auflage 1995)

(укр. Виховні цілі, виховні засоби, навчальна успішність. Ернст Рейнхардт Ферлаг, Мюнхен 1976 (3-є видання 1995)
- Tüchtigkeit. Analyse und Bewertung eines Erziehungszieles. Ernst Reinhardt Verlag, München 1987

(укр. Ефективність. Аналіз та оцінка навчальної мети. Ернст Рейнхардт Ферлаг, Мюнхен 1987)
- Aufklärung über Erziehungstheorien. Beiträge zur Kritik der Pädagogik. UTB, Stuttgart 1989

(укр. Роз'яснення про освітні теорії. Внесок до критики педагогіки. UTB, Штутгарт 1989)
- Glaube, Moral und Erziehung. Ernst Reinhardt Verlag, München 1992

укр. Віра, мораль та освіта. Ернст Рейнхардт Ферлаг, Мюнхен, 1992)

## Нагороди
- Laurea honoris causa в освітній науці Університету Каттоліки Святого Куоре, Мілан, Італія (12 травня 2014 р.) [9]
- Золотий орден «За заслуги перед Віднем» (2001)
- Почесний доктор (Dr. phil. h.c.) Технічного університету Брауншвейга (2001)
- Хрест ордена «За заслуги перед Федеративною Республікою Німеччина» (1996)
- Премія STAB, Цюріх (1995)
- Премія кардинала Інніцера (Відень 1994)
- Почесний член Професійної асоціації австрійських психологів (1993)
- Кореспондент (1992) і дійсний член (з 1997) Австрійської академії наук
- Австрійський хрест Пошани за науку і мистецтво 1-го ступеня (1989)
- Тірольський орден золотого орла (1984)